# Tokyo International Forum
Le Tokyo International Forum (東京国際フォーラム, Tōkyō Kokusai Fōramu) est un lieu d'exposition, de conférence et de spectacle situé à Marunouchi dans l'arrondissement de Chiyoda à Tōkyō.

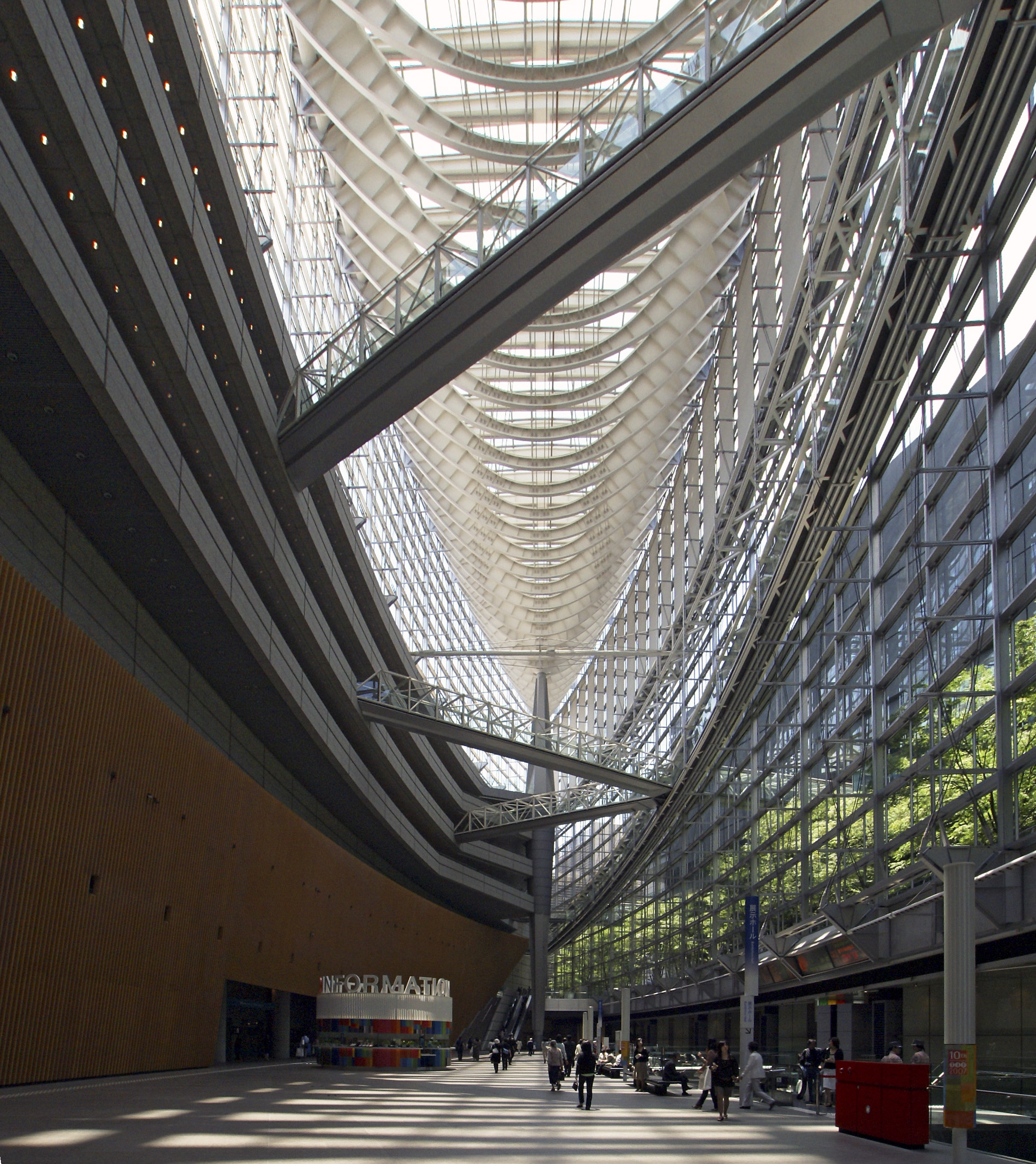
Intérieur de l'atrium du Tokyo International Forum
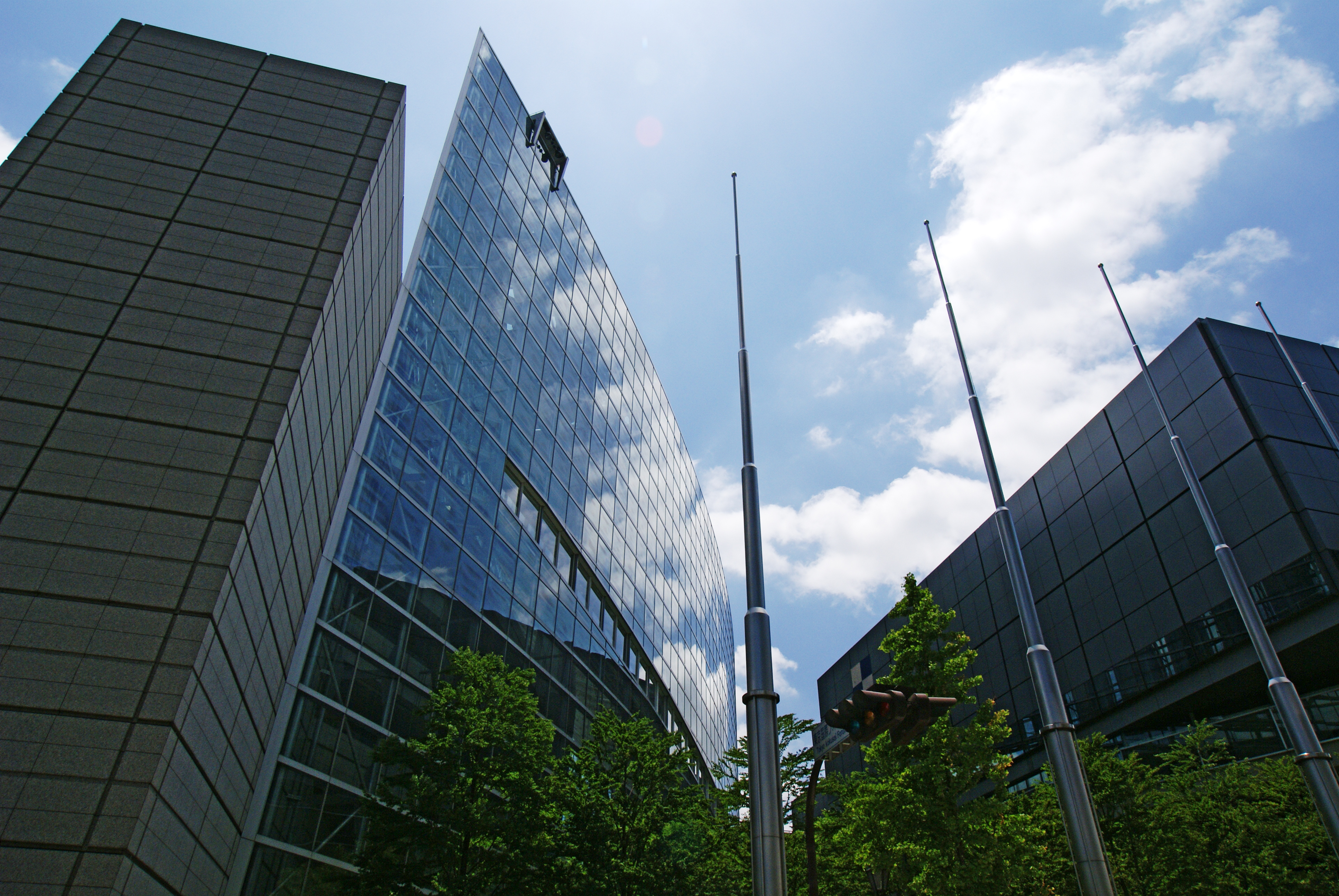
Extérieur du Tokyo International Forum
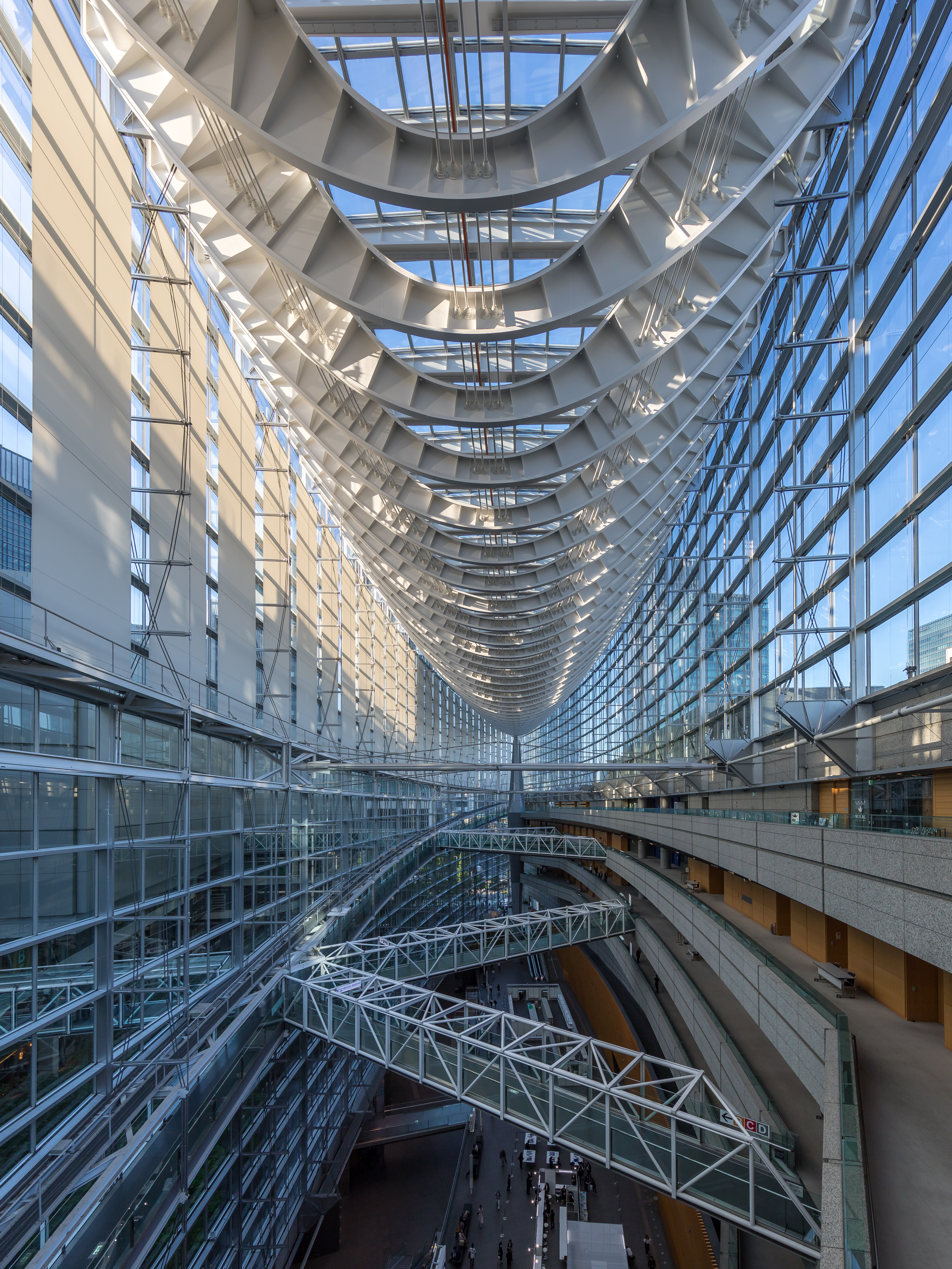
Intérieur du bâtiment en verre Tokyo International Forum, hall principal avec son toit transparent et ses passerelles intérieures, vue depuis le 7ème étage. Juin 2019.

## Description
Le Tokyo International Forum a 14 étages dont 3 en sous-sol et se compose de quatre bâtiments et un atrium en verre. Les 7 salles de spectacle, le hall d'exposition et les 34 salles de conférences peuvent convenir à différents usages. La salle de spectacle principale a 5 012 sièges.